# Jan Krafka
Jan Krafka mladší (* 15. listopadu 1964, Nový Jičín) je český divadelní a televizní herec, člen souboru Divadla na Vinohradech. V letech 1990–1996 bylo jeho domovskou scénou Středočeské loutkové divadlo (Divadlo Lampion) v Kladně. V Městském divadle Kladno působil v letech 1996–2015 jako člen souboru a v letech 2016–2019 jako jeho jednatel. Je synem herce Jana Krafky staršího.

## Divadelní role (výběr)

### Divadlo na Vinohradech

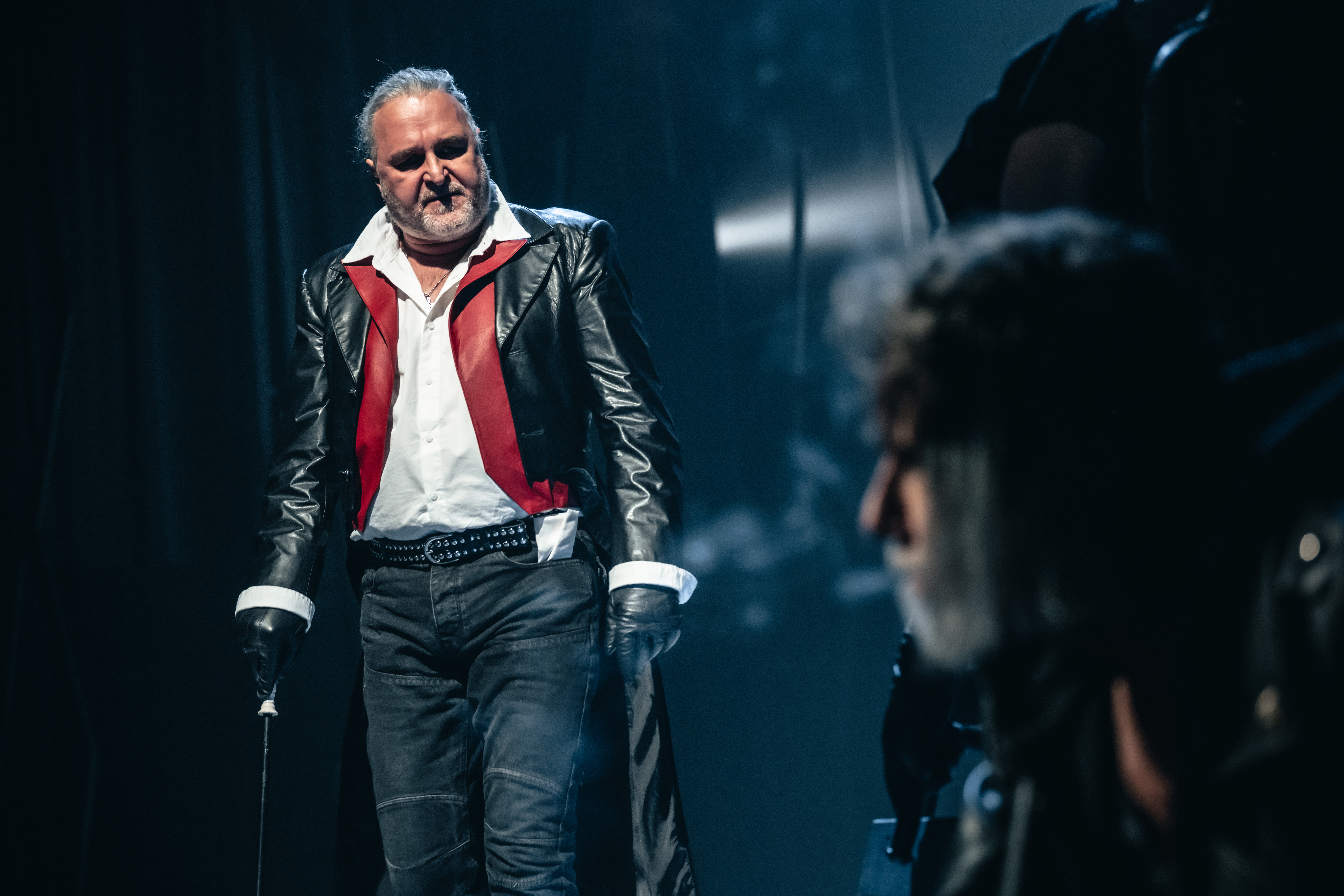
Jan Krafka v roli Dona Manrique v inscenaci Vzpoura lásky (Fuente Ovejuna), Divadlo na Vinohradech, foto Petr Chodura (2023)

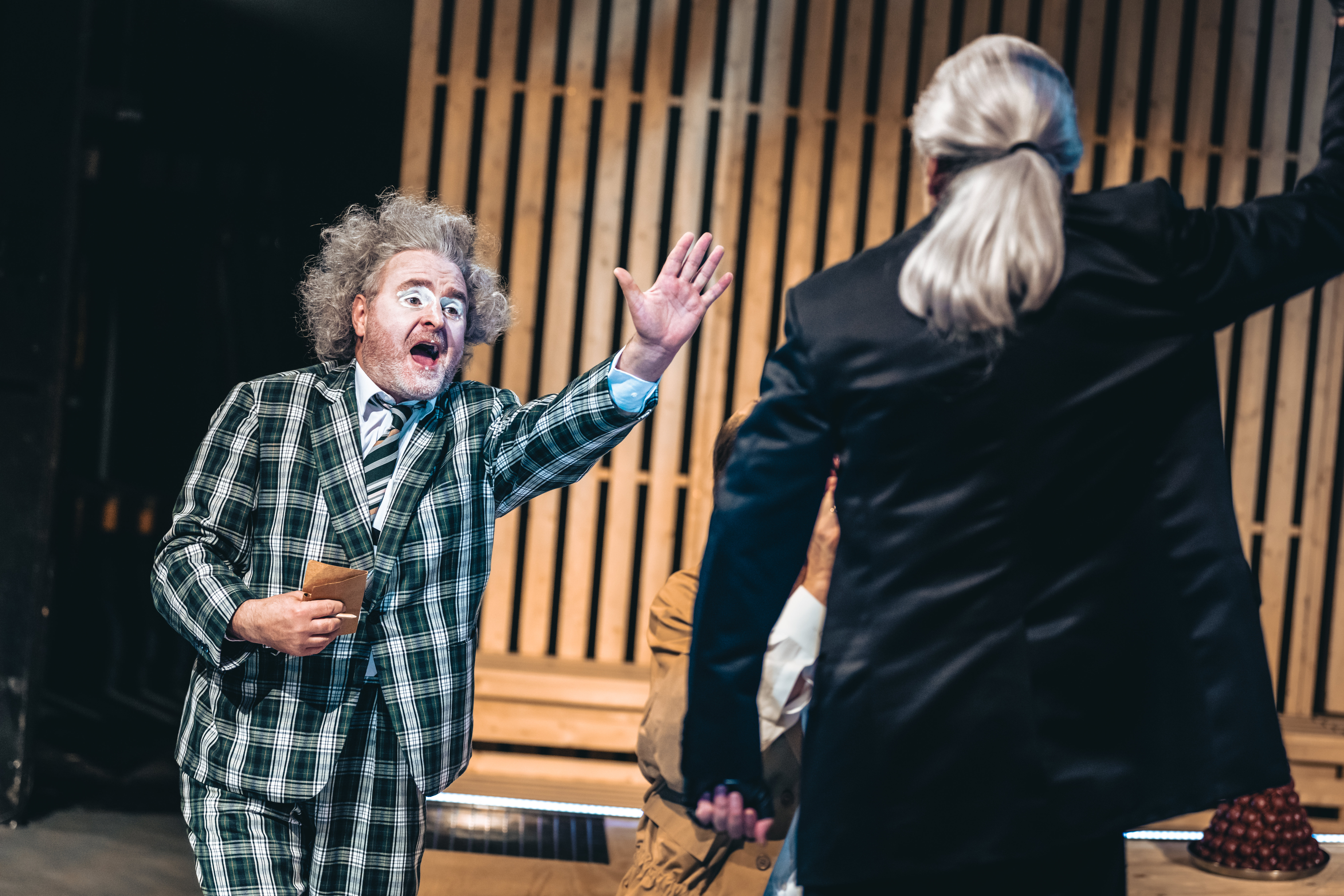
Jan Krafka v roli Komisaře v inscenaci Lakomec, Divadlo na Vinohradech, foto Petr Chodura (2023)

- 2020 Nikolaj Vasiljevič Gogol: Revizor, režie: Juraj Deák, premiéra: 19. prosince 2018, role: Osip
- 2020 Jan Vedral podle Olgy Scheinpflugové: Český román, režie: Radovan Lipus, světová premiéra: 11. září 2020, role: Jan
- 2020 Milan Uhde – Miloš Štědroň: Balada pro banditu, režie: Juraj Deák, premiéra: 2. října 2020, role: Drač
- 2021 Nathaniel Richard Nash: Obchodník s deštěm, režie: Juraj Deák, premiéra: 1. září 2021, role: Šerif Thomas
- 2022 Karel Kraus – Zdeněk Mahler podle Johanna Nepomuka Nestroye: Provaz o jednom konci, režie: Radovan Lipus, premiéra: 4. března 2022, role: Pumpf
- 2023 Lope de Vega: Vzpoura lásky (Fuente Ovejuna), režie: Pavel Khek, premiéra: 31. března 2023, role: Don Manrique
- 2023 Molière: Lakomec, režie: Pavel Khek, premiéra: 20. října 2023, role: Komisař
- 2023 Woody Allen: Nepijte tu vodu, režie: Juraj Deák, premiéra: 15. prosince 2023, role: Baškirský sultán – Kuchař – Velvyslanec Magee
- 2025 Alena Mornštajnová – Jiří Janků: Hana, režie: Petr Svojtka, premiéra: 4. dubna 2025, role: Kap. Horník – Dr. Lewy